# Roddergrube 19–25
Die elektrischen Tagebaulokomotiven Roddergrube 19–25 wurde bei Henschel und SSW in der Zeit von 1939 bis 1940 in sieben Exemplaren gefertigt.
Die Lokomotiven waren zu ihrer Dienstzeit bei der Roddergrube mit den Betriebsnummern 19–25 und anschließend bei Braunkohlenbahn von Rheinbraun mit den Betriebsnummern 1073–1079 eingesetzt. Alle Lokomotiven waren im Betrieb bis 1975 und wurden dann ausgemustert. Eine Lokomotive, die Lokomotive Roddergrube 21 bzw. Rheinbraun 1075 (Henschel 24579, SSW 3568) ist beim ehemaligen Braunkohlenzentrum Liblar als Denkmal erhalten.

## Geschichte
Die Lokomotiven entstanden als stärkere und schwerere Variante der vorher eingesetzten Roddergrube 1–18 für die Braunkohlenbahn der Roddergrube. Die Lokomotiven Roddergrube 19–22 wurden als Doppellokomotiven eingesetzt, die anderen drei Maschinen wurden als Einzellokomotiven verwendet. Sie waren für die Verwendung unter der Beladung bei den Tagebaugroßgeräten mit Haupt- und Hilfs-Stromabnehmern ausgerüstet.
Sämtliche Lokomotiven waren bis 1975 in Betrieb und wurden dann in Knapsack abgestellt. Die ehemalige Roddergrube 21 bzw. Rheinbraun 1075 wurde 1975 zuerst dem Feldbahnmuseum Oekoven überlassen und dort als Nr. 32 bezeichnet. Sie ist Denkmal beim ehemaligen Braunkohlenzentrum Liblar. Die restlichen Lokomotiven sind nicht mehr vorhanden.

## Technik

### Mechanik
Der mechanische Teil wurde von Henschel und der elektrische Teil von SSW gebaut. Die Lokomotiven wurden in Nietkonstruktion erstellt. Die Lokomotiven waren mit einem Haupt- sowie zwei Hilfsstromabnehmer auf dem Dach ausgeführt. Die direkte Federung war als Schub-Druck-Gummifederung ausgebildet.
Die Lokomotiven wurden für eine Fahrdrahtspannung von 1200 V ausgelegt. Sie waren mit zwei Motoren je 108 kW ausgestattet. Die Lokomotiven für den Doppellokbetrieb waren mit Meßanzeigen für sämtliche Fahrmotoren im Führerstand für die Vielfachsteuerung ausgerüstet. Äußerlich sind die Doppelloks durch den Dachaufsatz zu erkennen, den die Einzellokomotiven nicht besaßen.